# Ngile
Die Sprache Ngile oder auch Daloka, Dara, Masakin, Mesakin und Taloka ist eine kordofanische Sprache, die im Sudan gesprochen wird.
Sie zählt zur Sprachfamilie der Niger-Kongo-Sprachen und da wiederum zur Sprachgruppe der Talodi-Heiban-Sprachen.
Sie hat allein im Sudan eine Sprecherzahl von insgesamt 38.000 Sprechern.